# Solwyczegodsk
Solwyczegodsk (ros. Сольвычегодск) – miasto w północnej Rosji, w obwodzie archangielskim, w rejonie kotłaskim, na prawym brzegu rzeki Wyczegdy.
Miejscowość została pierwszy raz wspomniana w 1492 roku, prawa miejskie od 1796 roku, 1 stycznia 2013 w mieście zamieszkiwało 2350 osób.
Na terenie miasta istnieje zabytkowy zespół sakralno-muzealny obejmujący:
- sobór Zwiastowania (Благовещенский собор) z 1584 roku z bogatymi freskami moskiewskich artystów z 1597—1600 i kaplicą grobową rodu Stroganowów z 28 epitafiami.
- muzeum ikon z XVI-XVII w. głównie miejscowych twórców
- monaster Wprowadzenia Matki Bożej do Świątyni z soborem tego samego wezwania (Введенский собор) zbudowany w ostatniej dekadzie XVII w.
- cerkiew Podniesienia Krzyża Pańskiego (Крестовоздвиженский храм)

Atrakcją turystyczną miasta jest również Muzeum „Dom-pamiatnik politiczeskich ssylnych” umiejscowione w domu, w którym w latach 1908–1910 przebywał na zesłaniu Józef Stalin. Ośrodek upamiętnia dzieje Solwyczegodska w latach 1867–1917, gdy do miasta trafiło około 1500 zesłańców z całej Rosji.
W 1908 roku w Solwyczegodsku urodził się Stefan Du Chateau.

## Galeria

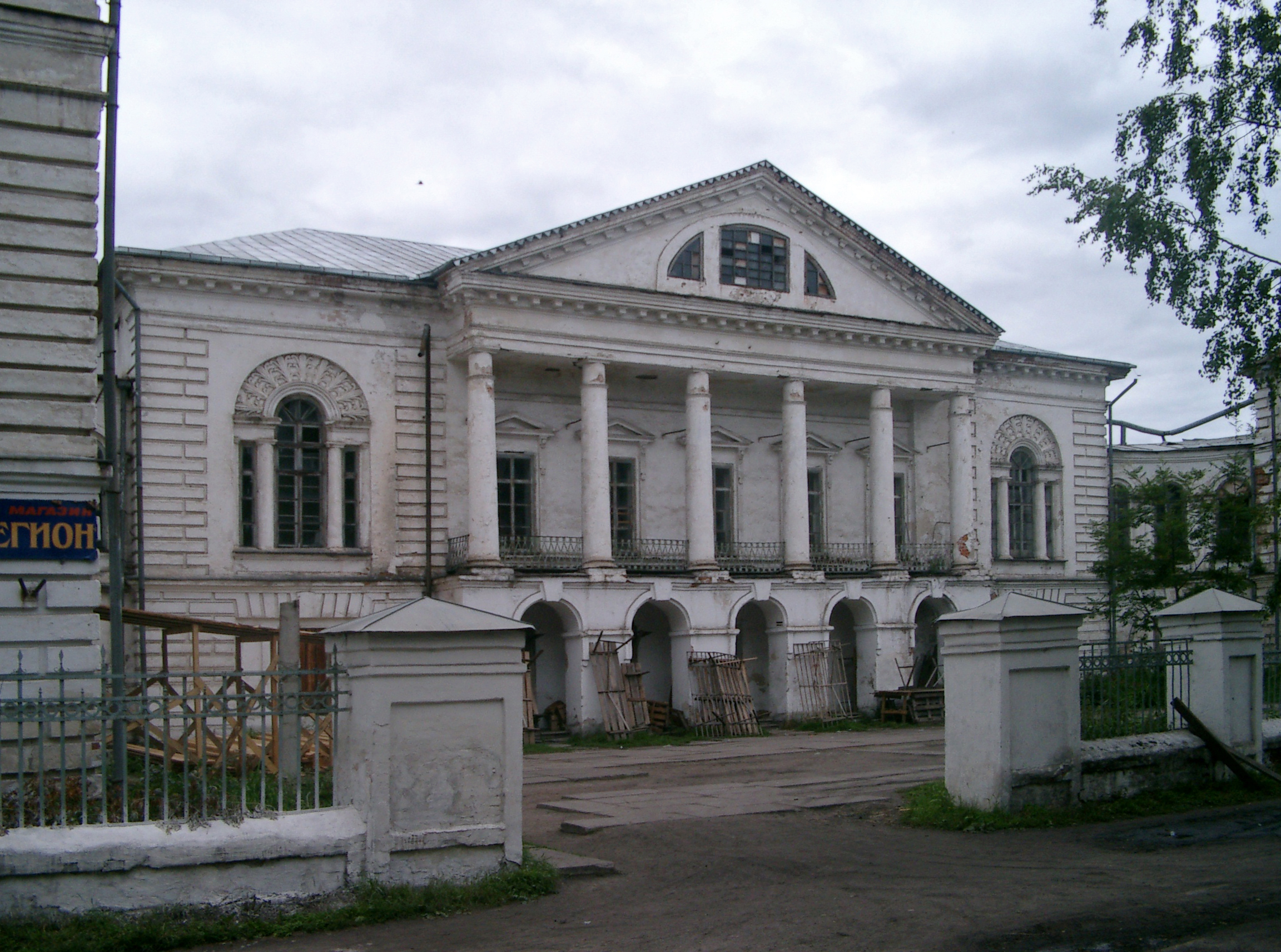
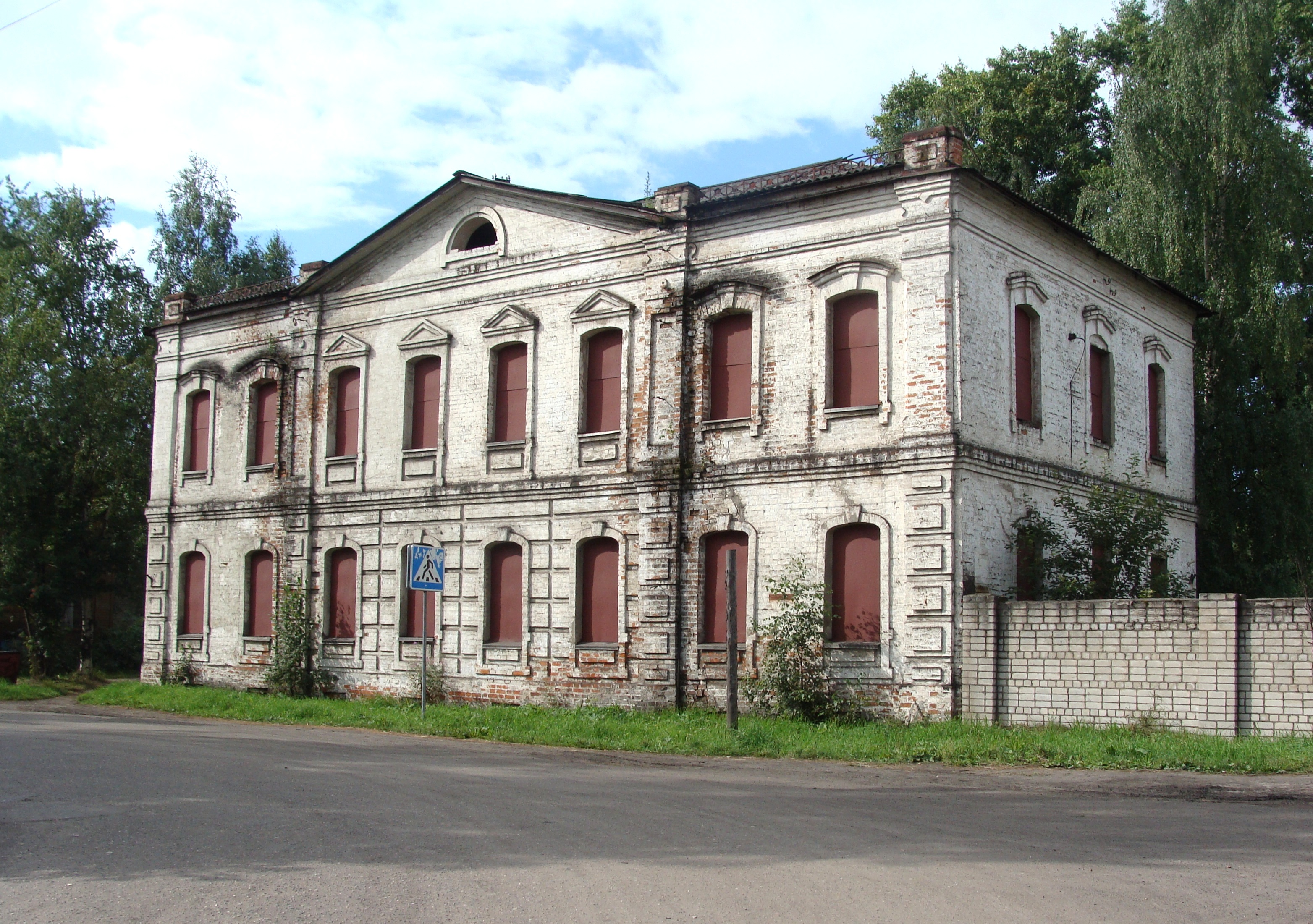
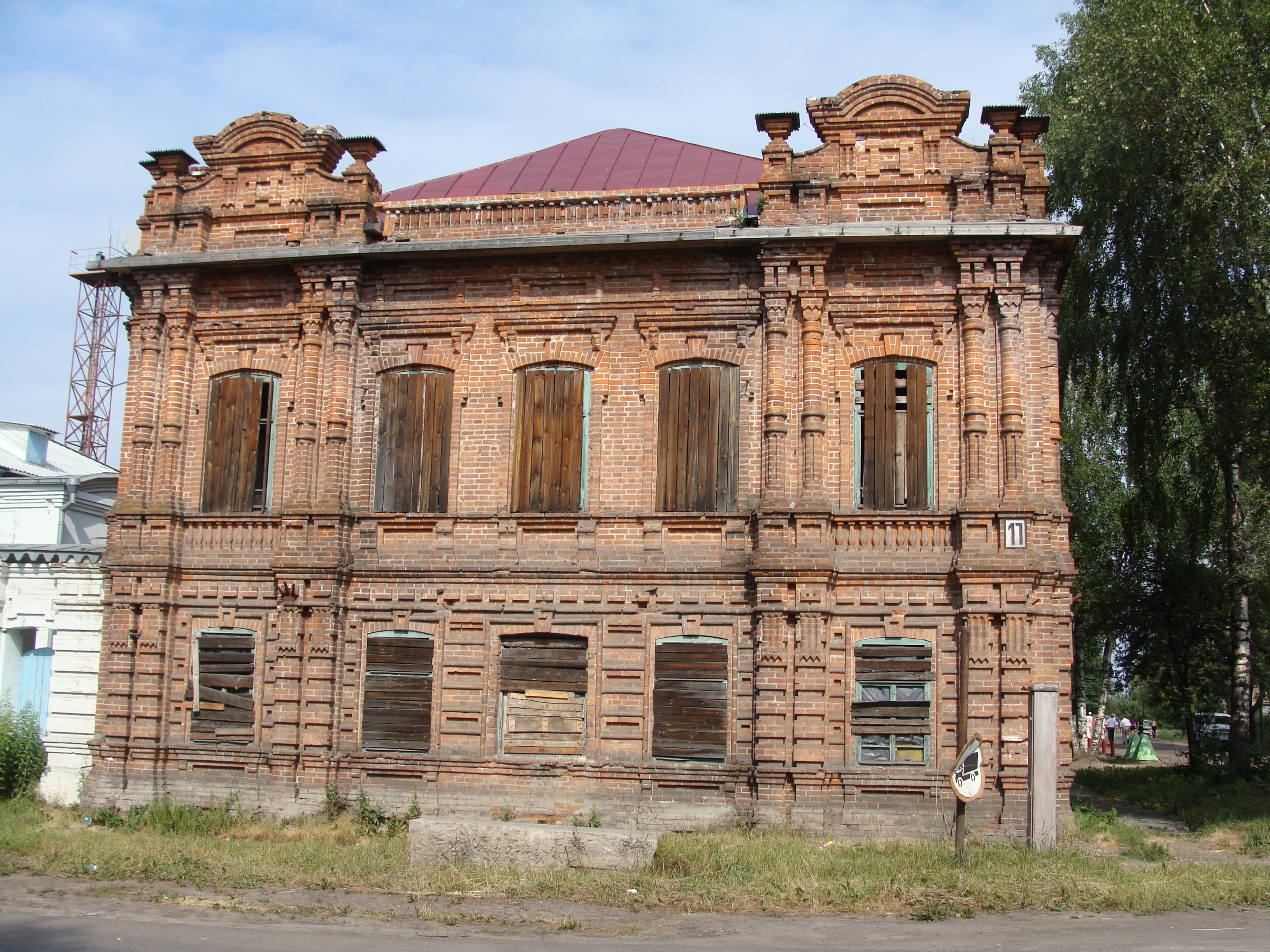
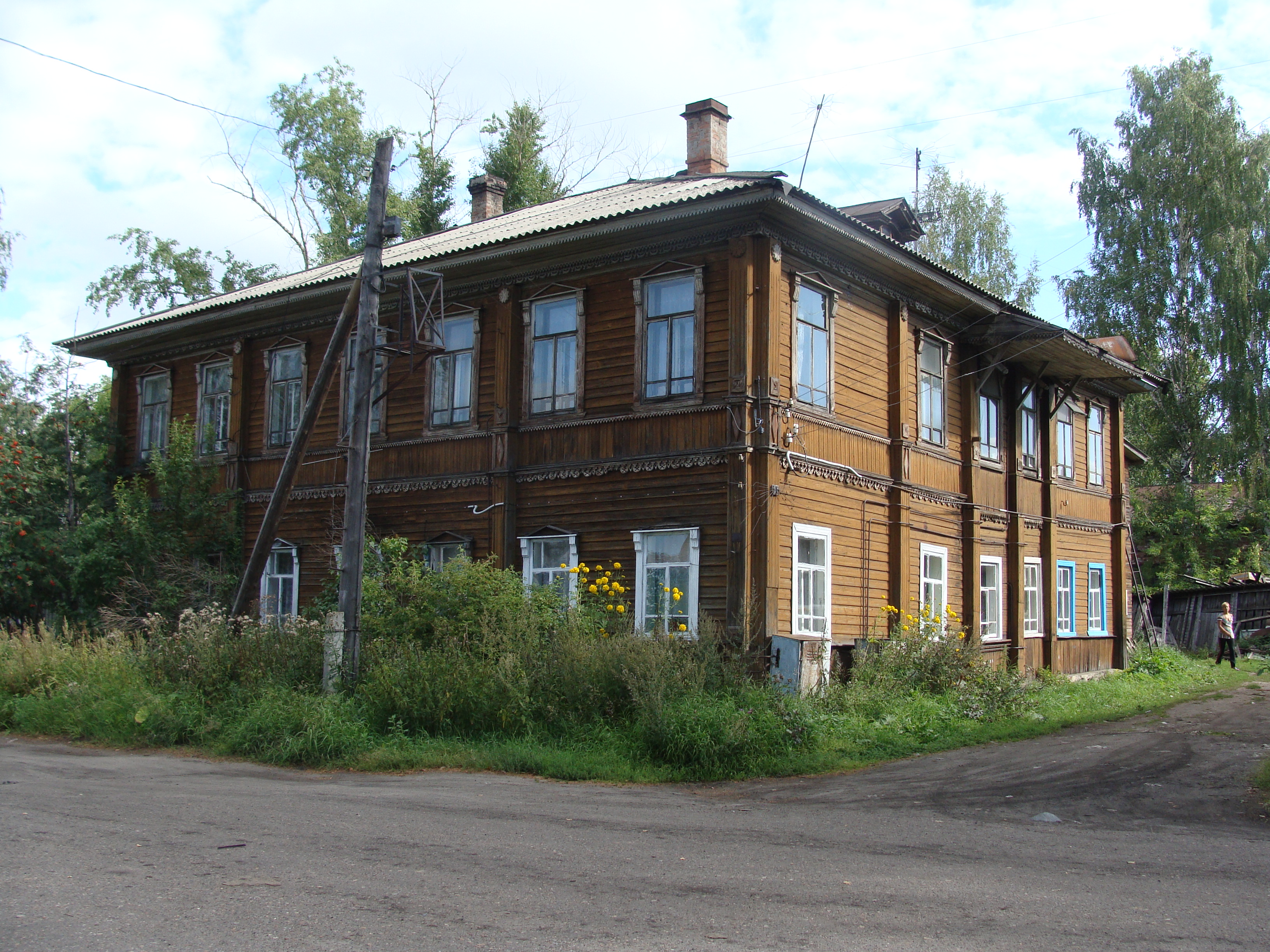
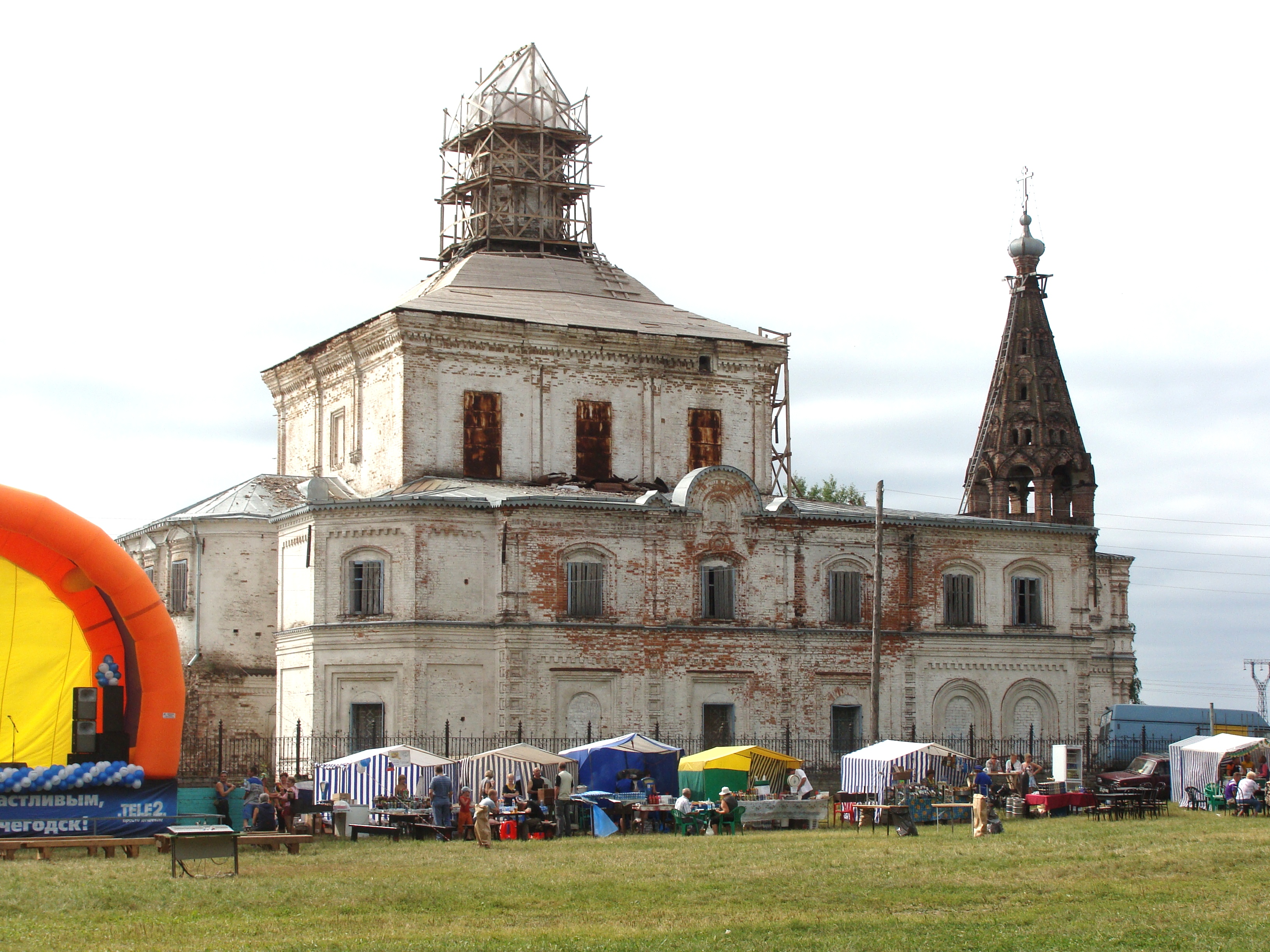
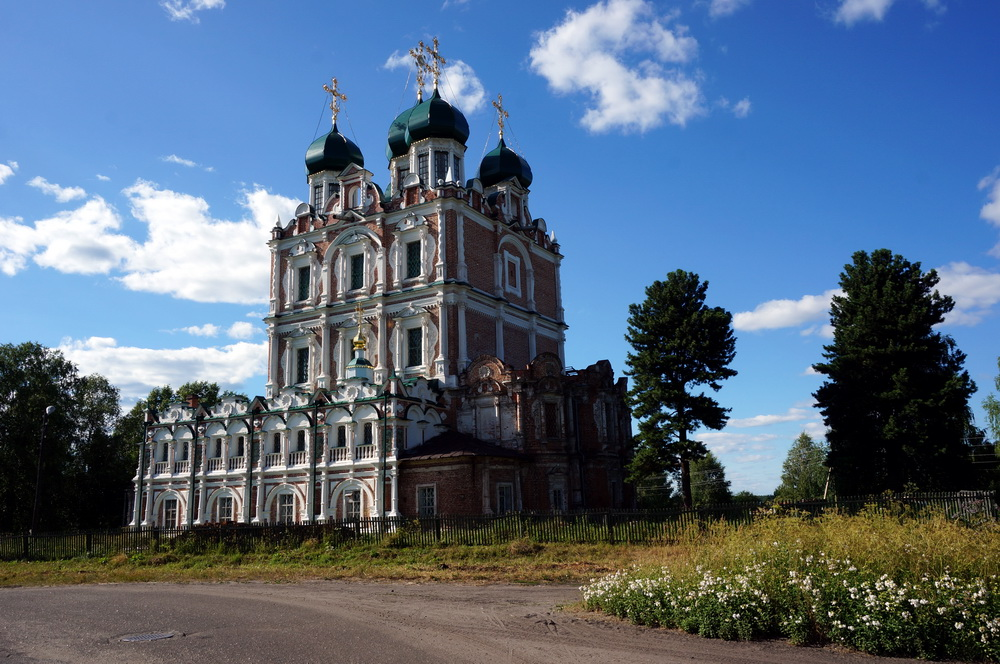
Monaster Wprowadzenia Matki Bożej do Świątyni
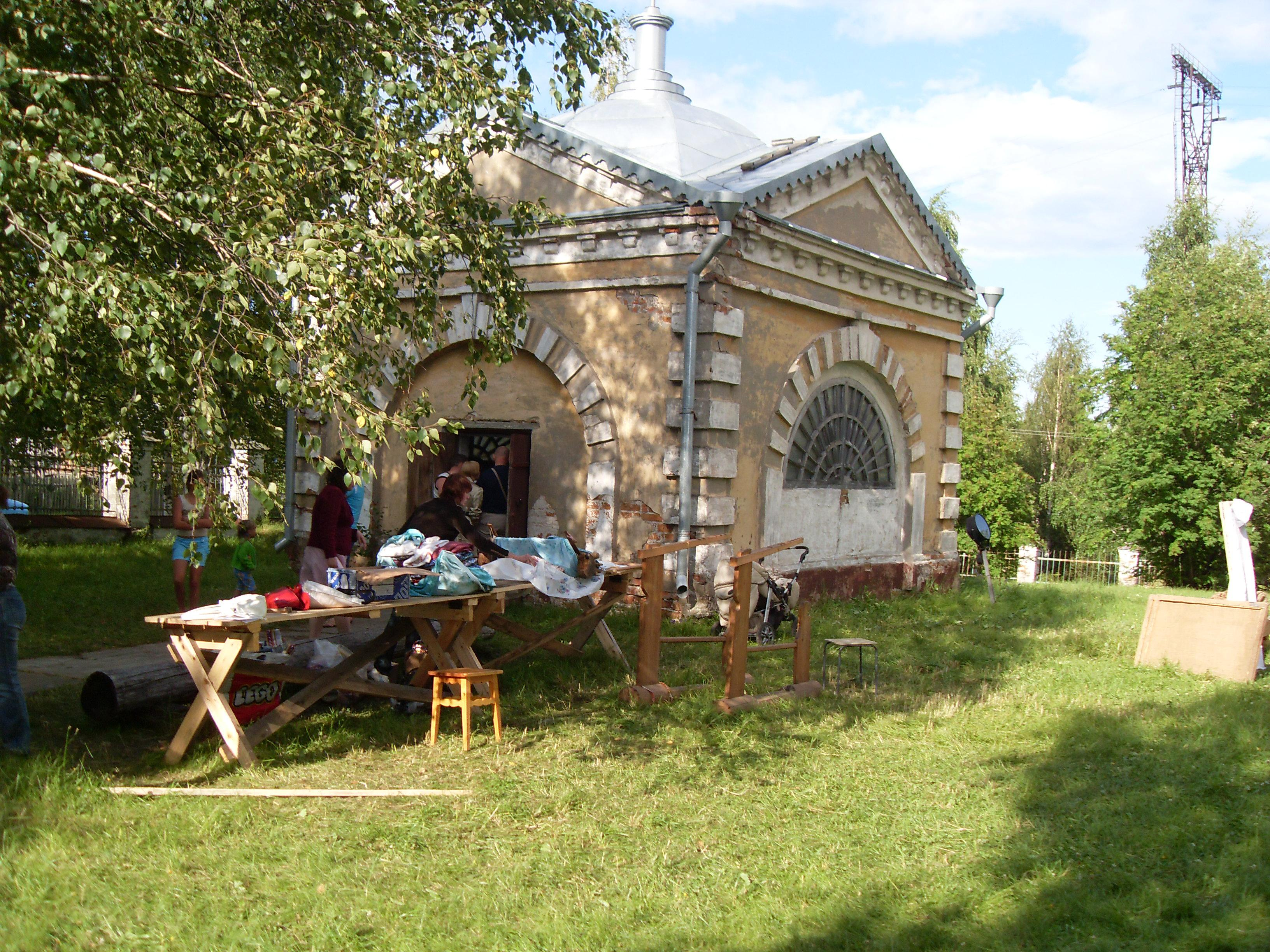
Kaplica grobowa rodziny Stroganowów
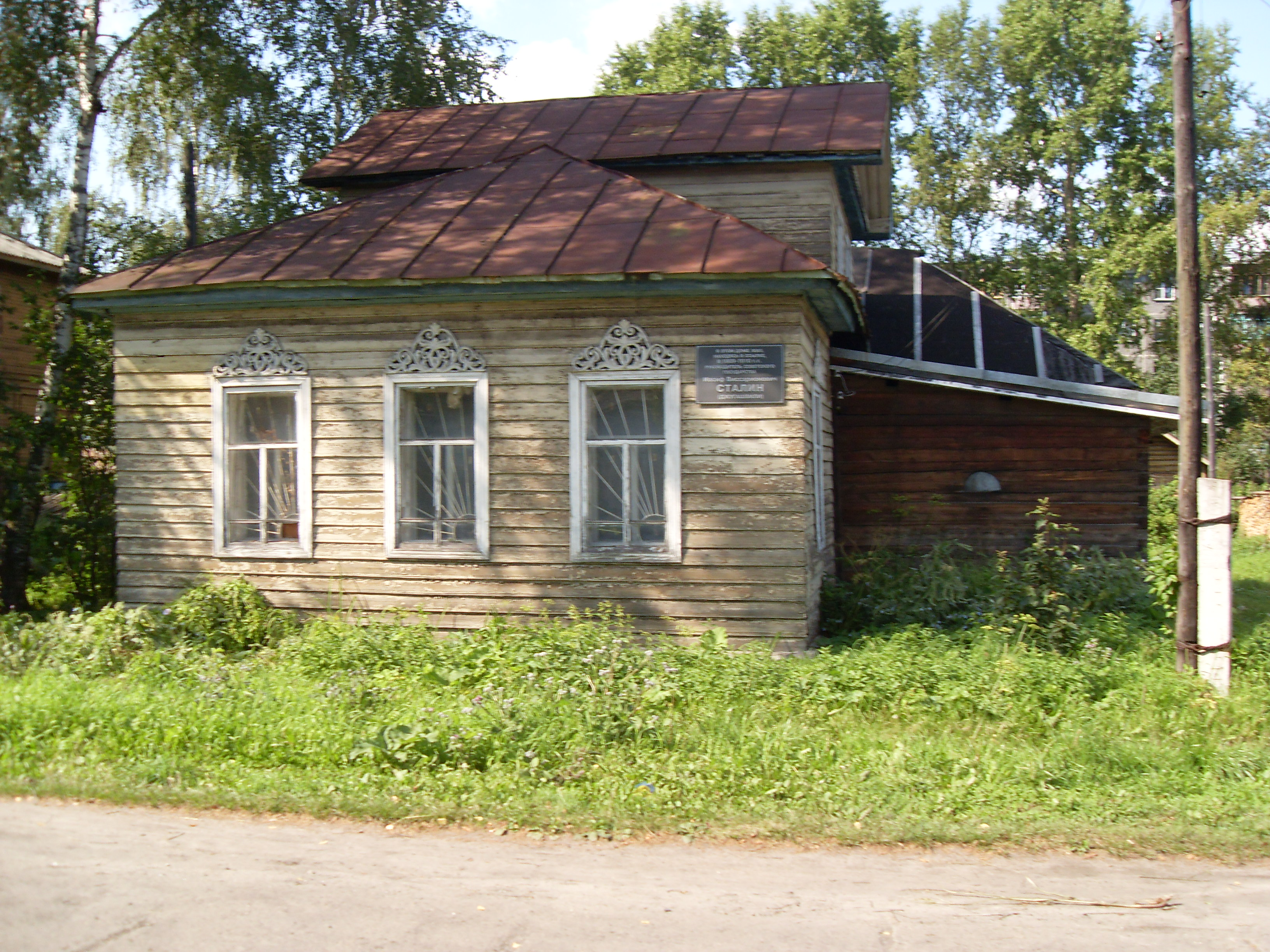
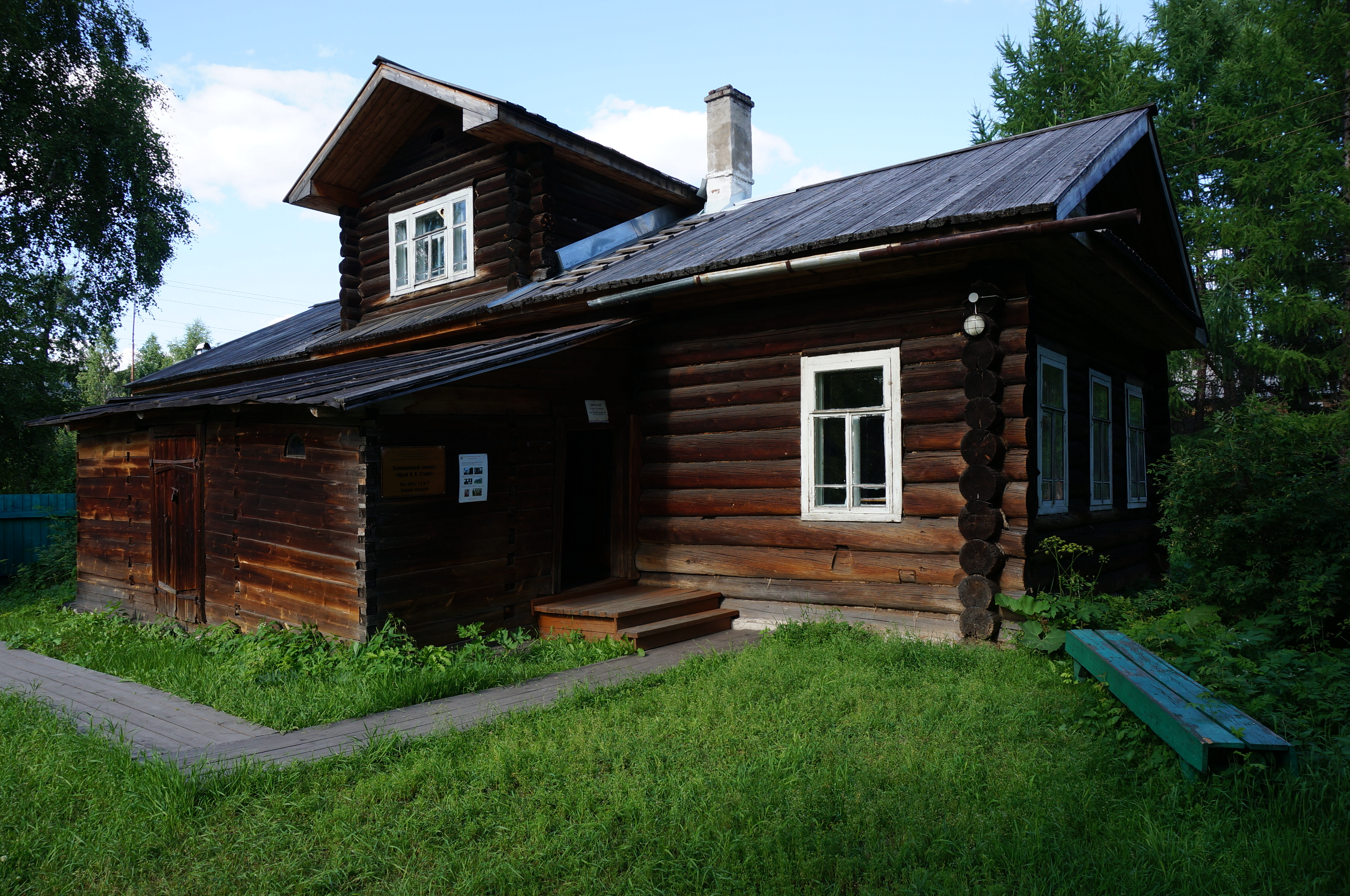
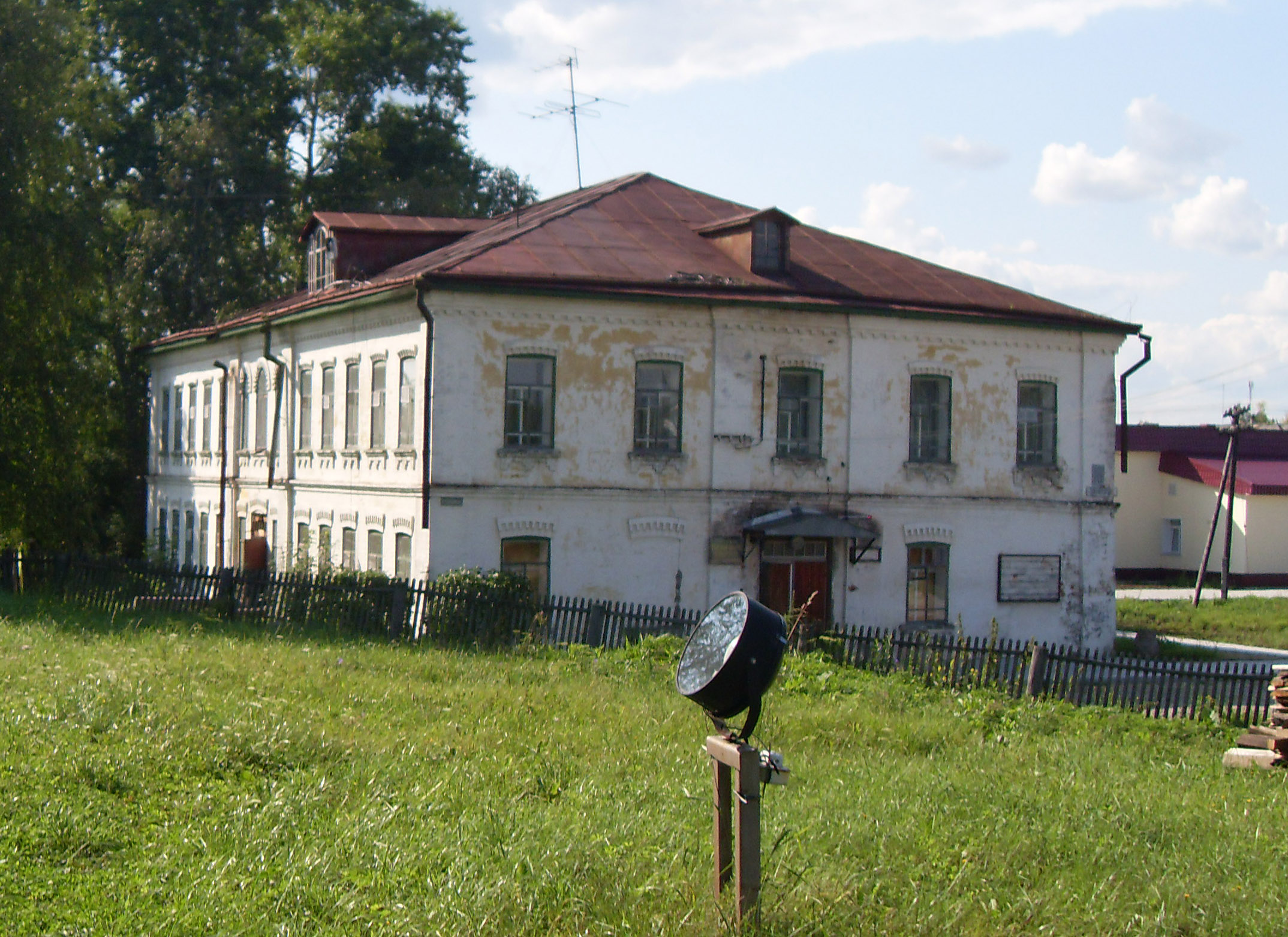